# Nor Farhan Muhammad
Nor Farhan Muhammad (Wakaf Tapai, Malasia, 19 de diciembre de 1984) es un exfutbolista de Malasia que jugaba en las posiciones de centrocampista, extremo y delantero.

## Carrera

### Club
| Periodo   | Club                      | Apariciones | Goles |
| --------- | ------------------------- | ----------- | ----- |
| 2005–2007 | Terengganu FA             | 21          | 8     |
| 2007–2009 | PDRM FA                   | 24          | 9     |
| 2009–2010 | Kelantan FA               | 52          | 12    |
| 2010–2011 | T-Team FC                 | 22          | 5     |
| 2011–2013 | Kelantan FA               | 43          | 12    |
| 2013–2014 | Terengganu FA             | 22          | 5     |
| 2015–2018 | Kelantan FA               | 37          | 6     |
| 2018      | → D'AR Wanderers (cedido) | 5           | 5     |
| 2019–20   | PDRM FA                   | 5           | 0     |

### Selección nacional
Jugó para Malasia en 12 ocasiones de 2006 a 2015, participó en la Copa Asiática 2007 y en dos ediciones de los Juegos Asiáticos.

## Logros

### Individual
- Mejor Futbolista Joven en 2005/06
- Mejor Delantero Malayo en 2013 y 2014

### Distinciones
- Pingat Bakti.[9]